# Bahnotok

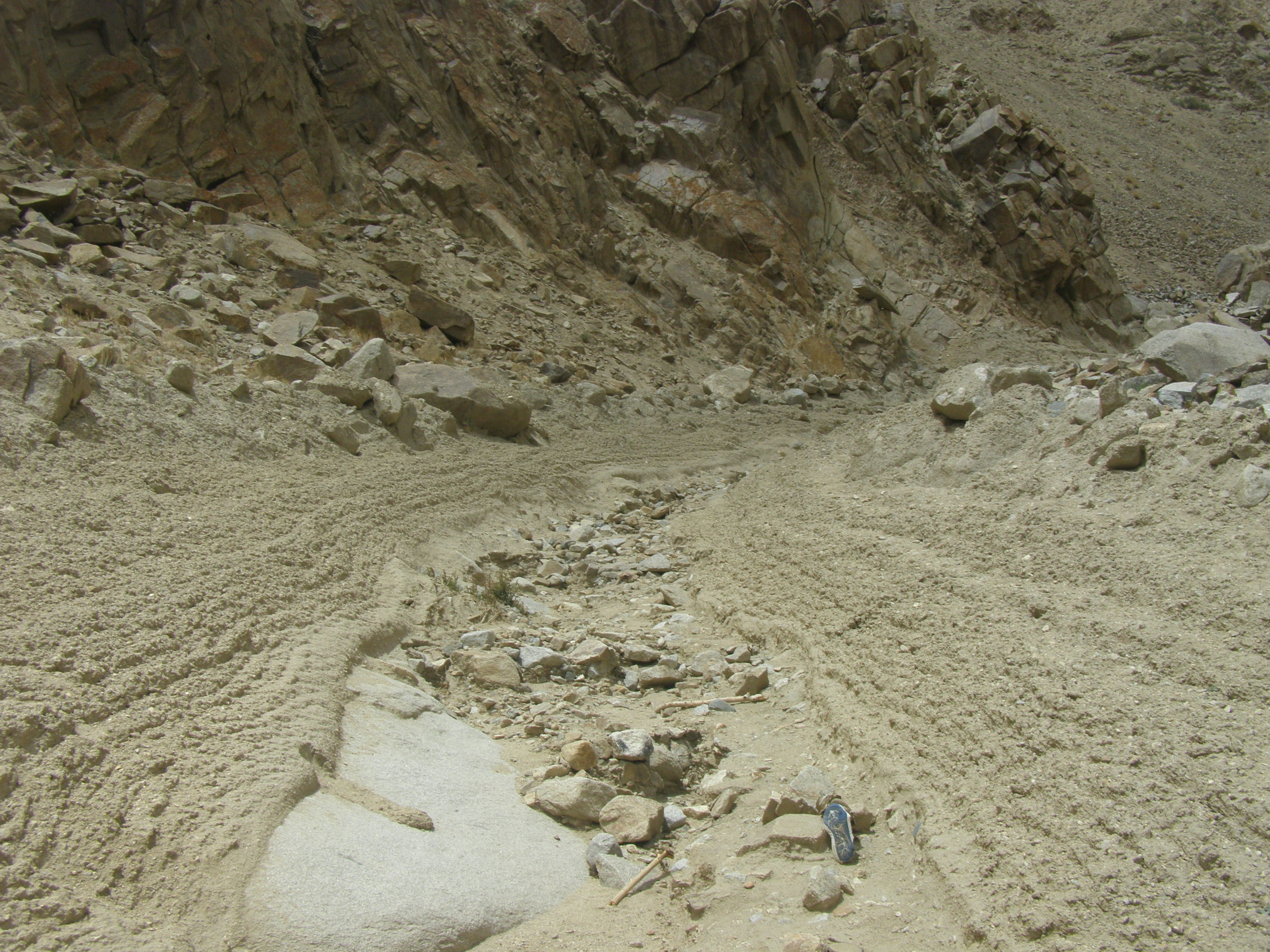
Koryto po bahnotoku v Ladakhu v roce 2010

Bahnotok je rychlý pohyb směsi sedimentu a vody po svahu. Jde o jeden z typů gravitačního transportu. K jeho vzniku je nezbytná přítomnost vody a významného podílu jemnozrnné frakce v hornině. Bahnotoky bývají způsobeny vnějšími silami, např. intenzivními srážkami nebo otřesy půdy, případně rychlou sedimentací na nestabilních svazích. Mohou nabývat i katastrofických rozměrů, zejména ve formě sopečných bahnotoků.
Největší zaznamenaný bahnotok proběhl pod hladinou moře u severozápadního pobřeží Afriky před 60 000 lety, kdy proud v šířce až 150 km překonal vzdálenost 1 500 km.